# Sebastian Ingrosso
Sebastian Carmine Ingrosso (Estocolmo; 20 de abril de 1983) es un DJ, remezclador y productor discográfico sueco. Forma parte de la agrupación de música electrónica Swedish House Mafia junto a Steve Angello y Axwell, y del dúo Axwell Λ Ingrosso. En 2003 fundó la compañía discográfica Refune Music, actualmente desaparecida. 
En 2010, ocupó el puesto #16 en la encuesta Top 100 DJs realizada por la revista DJ Mag, siendo esta su mejor ubicación en la lista.

## Trayectoria
Sebastian produce principalmente música house. Ha participado en varias producciones: «Everytime We Touch» (con David Guetta, Chris Willis y Steve Angello); durante el año 2009 colaboró en «How Soon Is Now» (con David Guetta, Dirty South y Julie McKnight) y «Leave The World Behind» junto a Axwell, Steve Angello y Laidback Luke.
Es propietario del sello discográfico Refune Music, creado en 2003, en el cual, promueve nuevos y prestigiosos talentos de la escena dance como lo son Style Of Eye, True Identity, Swanky Tunes, Deniz Koyu, Otto Knows, y su gran descubrimiento musical, Alesso. Además, en 2013 asesoró a Otto Knows en la creación de «Work Bitch» de Britney Spears. A partir del año 2005 forma parte del grupo Swedish House Mafia, en la cual ganó reconocimiento por su talento como DJ y productor.
En el año 2013 Swedish House Mafia se separó en el Ultra Music Festival, haciendo que los tres miembros iniciaran su carrera musical aparte. En el caso de Ingrosso, continuó ganando fama gracias al sencillo, «Reload»; además, logró tener prestigiosas presentaciones en ese mismo año en varios festivales como Tomorrowland, TomorrowWorld, Creamfields, EDC, y muchos otros más. 
En 2014 se unió con su excompañero de Swedish House Mafia, Axwell, para formar el dúo, Axwell Λ Ingrosso, agrupación la cual ha sido muy exitosa y han producido grandes hits como, «On My Way», «Something New», «Sun Is Shining», «More Than You Know», entre otros. 
En 2015, tiene planeado lanzar junto a Axwell un álbum de estudio bajo el alias Axwell Λ Ingrosso por el sello Def Jam Recordings, del cual ya se conocen los adelantos «We Come We Rave We Love», «Can't Hold Us Down», «Something New» y «Dream Bigger».
En 2020, trabajó con Lady Gaga en su álbum Chromatica como coescritor y productor del tema «Sine From Above».

## Vida personal
Ingrosso nació el 20 de abril de 1983 en el municipio de Nacka, situado en Estocolmo, Suecia. Su relación con la música empezó desde niño, y al graduarse, comenzó a crear su propio estilo innovador de mezclas y producción. Ha trabajado siempre de manera bastante cercana con su amigo Steve Angello, y sus primeros sencillos juntos llevan por nombre «Yo Yo Kidz» y «Yeah».
Actualmente está casado con Kee Ingrosso, con la que ha tenido dos hijas.

## Discografía

### Singles y EP
- 2004: Steve Angello & Sebastian Ingrosso - Yo Yo Kidz
- 2004: Sebastian Ingrosso - Walk Talk Acid (Hook Da Mode EP)
- 2004: Sebastian Ingrosso - You Need 2 Rock (Hook Da Mode EP)
- 2004: Sebastian Ingrosso - Get It Back (Mode Machine EP)
- 2004: Sebastian Ingrosso - Shake (Mode Machine EP)
- 2004: Sebastian Ingrosso & John Dahlbäck - We Got The Muzik (Stockholm Disco EP)
- 2004: Sebastian Ingrosso & John Dahlbäck - Lick My Deck (Stockholm Disco EP)
- 2005: Sebastian Ingrosso - Body Beat
- 2005: Steve Angello & Sebastian Ingrosso - Yeah
- 2005: Axwell & Sebastian Ingrosso - Together
- 2006: Sebastian Ingrosso & Eric Prydz - FerriBerri
- 2006: Steve Angello & Sebastian Ingrosso - Click
- 2007: Axwell, Ingrosso, Angello & Laidback Luke - Get Dumb
- 2007: Steve Angello & Sebastian Ingrosso - Umbrella
- 2007: Axwell + Sebastian Ingrosso vs. Salem Al Fakir - It's True
- 2008: Sebastian Ingrosso & Laidback Luke - Chaa Chaa
- 2008: Steve Angello & Sebastian Ingrosso - 555
- 2008: Steve Angello & Sebastian Ingrosso vs. Laidback Luke - It
- 2008: Steve Angello & Sebastian Ingrosso - Partouze
- 2009: Sebastian Ingrosso - Laktos
- 2009: Axwell, Ingrosso, Angello & Laidback Luke feat. Deborah Cox - Leave The World Behind
- 2009: Sebastian Ingrosso - Kidsos
- 2009: Sebastian Ingrosso & Dirty South - Meich
- 2009: David Guetta & Dirty South feat. Julie McKnight - How Soon Is Now
- 2011: Sebastian Ingrosso & Alesso - Calling
- 2012: Sebastian Ingrosso & Alesso feat. Ryan Tedder - Calling (Lose My Mind)
- 2012: Sebastian Ingrosso & Tommy Trash - Reload
- 2013: Sebastian Ingrosso & Tommy Trash feat. John Martin - Reload
- 2013: Axwell & Sebastian Ingrosso - Roar
- 2014: Axwell Λ Ingrosso - We Come We Rave We Love
- 2014: Axwell Λ Ingrosso - Can't Hold Us Down
- 2014: Axwell Λ Ingrosso - Something New
- 2015: Axwell Λ Ingrosso - Dream Bigger
- 2015: Axwell Λ Ingrosso - On My Way
- 2015: Axwell Λ Ingrosso - Sun Is Shining
- 2015: Axwell Λ Ingrosso - This Time
- 2016: Sebastian Ingrosso, LIOHN, Salvatore Ganacci - FLAGS!
- 2016: Axwell Λ Ingrosso - Dream Bigger (Instrumental Mix)
- 2016: Sebastian Ingrosso - Dark River
- 2016: Axwell Λ Ingrosso - Thinking About You
- 2017: Axwell Λ Ingrosso feat. Kid Ink - I Love You
- 2017: Sebastian Ingrosso & Salvatore Ganacci feat. Bunji Garlin - Ride It
- 2017: Axwell Λ Ingrosso - Renegade
- 2017: Axwell Λ Ingrosso - More Than You Know
- 2017: Axwell Λ Ingrosso - Dawn
- 2017: Axwell Λ Ingrosso - How Do You Feel Right Now
- 2017: Axwell Λ Ingrosso feat. Trevor Guthrie - Dreamer
- 2018: Axwell Λ Ingrosso feat. RØMANS - Dancing alone
- 2024: Sebastian Ingrosso & Steve Angello - Skip
- 2024: Sebastian Ingrosso - Flood
- 2025: Sebastian Ingrosso & Steve Angello feat. Namasenda - No Enemies

#### Como Outfunk (conSteve Angello)
- 2001: Bumper
- 2001: All I Can Take
- 2001: I Am The One
- 2002: Echo Vibes
- 2003: Lost In Music

#### Como The Sinners (conSteve Angello)
- 2003: One Feeling
- 2003: Keep On Pressing
- 2003: Sad Girls
- 2003: Under Pressure

#### Como Mode Hookers (conSteve Angello)
- 2004: Swing Me Daddy
- 2005: Instrumental / Breathe

#### Como General Moders (conSteve Angello)
- 2004: Cross The Sky

#### Como First Optional Deal
- 2005: Stockholm 2 Paris

#### Como Buy Now! (conSteve Angello)
- 2005: For Sale
- 2008: Body Crash
- 2020: BOB
- 2020: Woma
- 2020: Malentendu
- 2020: Let Me Go
- 2020: You Wanna Me
- 2020: NGADAM
- 2022: Let You Do This (con Salvatore Ganacci)
- 2022: Church (con PARISI)
- 2022: Speak Up (con PARISI)

#### Como Fireflies (conSteve Angello)
- 2007: I Can't Get Enough (feat. Alexandra Prince)

### Formando parte deSwedish House Mafia
- 2010: One (Your Name) (con Pharell)
- 2010: Miami 2 Ibiza (con Tinie Tempah)
- 2011: Save The World (con John Martin)
- 2011: Antidote (con Knife Party)
- 2012: Greyhound
- 2012: Don't You Worry Child (Con John Martin)
- 2021: It Gets Better
- 2021: Lifetime (con Ty Dolla $ign y 070 Shake)
- 2021: Moth to a Flame (con The Weeknd)
- 2022: Redlight (con Sting)
- 2022: Paradise Again (álbum)

### Remixes
- 1999: Leila K – Open Sesame '99 (Fatz-Jr Remix)
- 2000: Memet – Ankara Ankara (2 Boys In A Red Room Remix)
- 2002: Sheridan – Wants Vs. Needs (Sebastian Ingrosso Remix)
- 2002: Robyn – By Your Side (Sebastian Ingrosso & Rasmus Faber Remix)
- 2003: Arcade Mode – Your Love (Steve Angello & Sebastian Ingrosso Remix)
- 2004: Eric Prydz – Call on Me (Mode Hookers Remix by Steve Angello & Sebastian Ingrosso)
- 2004: Dukes Of Sluca - Don't Stop (Sebastian Ingrosso Remix)
- 2004: Steve Angello – Euro (Sebastian Ingrosso Remix)
- 2004: Stonebridge feat. Therese – Put 'Em High (Steve Angello & Sebastian Ingrosso Remix)
- 2004: DJ Flex And Sandy W – Love For You (Steve Angello & Sebastian Ingrosso Remix)
- 2005: Robbie Rivera – One Eye Shut (Steve Angello & Sebastian Ingrosso Remix)
- 2005: Joachim Garraud – Rock The Choice (Sebastian Ingrosso Remix)
- 2005: Steve Lawler – That Sound (Steve Angello & Sebastian Ingrosso Remix)
- 2005: Naughty Queen – Famous & Rich (Steve Angello & Sebastian Ingrosso Remix)
- 2005: Alex Neri – Housetrack (Sebastian Ingrosso Remix)
- 2005: Deep Dish – Say Hello (Steve Angello & Sebastian Ingrosso Remix)
- 2005: Röyksopp – 49 Percent (Steve Angello & Sebastian Ingrosso Remix)
- 2005: Full Blown – Some Kinda Freak (Sebastian Ingrosso Remix)
- 2005: IN N OUT – EQ-Lizer (Steve Angello & Sebastian Ingrosso Remix)
- 2005: Ernesto vs. Bastian – Dark Side Of The Moon (Axwell & Sebastian Ingrosso Remode)
- 2005: Tony Senghore – Peace (Sebastian Ingrosso Remixes)
- 2005: Moby – Dream About Me (Sebastian Ingrosso Remix)
- 2006: The Modern – Industry (Sebastian Ingrosso Remix)
- 2006: Eric Prydz vs. Floyd – Proper Education (Sebastian Ingrosso Remix)
- 2006: Justin Timberlake – My Love (Steve Angello & Sebastian Ingrosso Remix)
- 2007: Julien Jabre – Swimming Places (Sebastian Ingrosso Re-Edit)
- 2007: Hard-Fi – Suburban Knights (Steve Angello & Sebastian Ingrosso Remix)
- 2008: Felix Da Housecat feat. P. Diddy – Jack U (Steve Angello & Sebastian Ingrosso Remix)
- 2010: Miike Snow – Silvia (Sebastian Ingrosso & Dirty South Remix)
- 2010: Mohombi – Bumpy Ride (Sebastian Ingrosso Remix)
- 2022: Diplo feat.Kareen Lomax - Let You Go (Sebastian Ingrosso & Desembra Remix)
- 2022: The Weeknd - How Do I Make You Love Me? (Sebastian Ingrosso & Salvatore Ganacci Remix)

### Producciones
- David Guetta — Pop Life (2007)

1. Everytime We Touch (con Steve Angello y Chris Willis)

- Lazee — Setting Standards (2008)
  - Rock Away
  - Can't Change Me
- Kid Sister — Ultraviolet (2009)

1. Right Hand Hi  (con Steve Angello)

- David Guetta — One Love (2009)

1. How Soon Is Now (con Dirty South y Julie McKnight)

- Kylie Minogue — Aphrodite (2010)

1. Cupid Boy (con Stuart Price)

- Taio Cruz — TY.O (2011)

1. Shotcaller (con Steve Angello)

- Usher — Looking 4 Myself (2012)

1. Numb (con Axwell, Steve Angello & Alesso)
2. Euphoria (como Swedish House Mafia)

- Britney Spears — Britney Jean (2013)
  - Work Bitch (con Otto Knows)
- Lady Gaga — Chromatica (2020)
  - Sine from Above

## Ranking DJ Mag
| DJ                 | 2009 | 2010 | 2011 | 2012 | 2013 | 2014 |
| ------------------ | ---- | ---- | ---- | ---- | ---- | ---- |
| Sebastian Ingrosso | 25°  | 16°  | 26°  | 34°  | 18°  | 39°  |

## Ranking 1001 Tracklist
| DJ                 | 2016 | 2017 | 2018 | 2019 |
| ------------------ | ---- | ---- | ---- | ---- |
| Sebastian Ingrosso | 9°   | 9°   | 7°   | 7°   |